# Championnats d'Afrique de gymnastique rythmique 2024
Navigation
Moka 2023
Les 18e championnats d'Afrique de gymnastique rythmique 2024 se déroulent du 25 au 26 avril 2024 à Kigali, au Rwanda. La compétition est qualificative pour les Jeux olympiques d'été de 2024.

## Médaillées seniors
| Épreuve                       | Or | Argent                                                                                              | Bronze                                                                                                   |
| ----------------------------- | --- | --------------------------------------------------------------------------------------------------- | --- |
| Finales par équipes seniors   | | | |
| Équipes                       | Égypte- Aliaa Saleh - Habiba Marzouk - Ledia Behairy - Mariam Selim                                       | Afrique du Sud- Alina Galukhin - Kgaogelo Maake - Stephanie Dimitrova - Wothabo Nene                | Tunisie- Chahd Ouechtati - Eya Boushih - Malak Sellami - Molka Letifi                                    |
| Finales individuelles seniors | | | |
| Concours général              | Aliaa Saleh (EGY)                                                                                         | Luana Gomes (ANG)                                                                                   | Habiba Marzouk (EGY)                                                                                     |
| Cerceau                       | Aliaa Saleh (EGY)                                                                                         | Luana Gomes (ANG)                                                                                   | Habiba Marzouk (EGY)                                                                                     |
| Ballon                        | Aliaa Saleh (EGY)                                                                                         | Habiba Marzouk (EGY)                                                                                | Luana Gomes (ANG)                                                                                        |
| Massues                       | Luana Gomes (ANG)                                                                                         | Habiba Marzouk (EGY)                                                                                | Aliaa Saleh (EGY)                                                                                        |
| Ruban                         | Mariam Selim (EGY)                                                                                        | Aliaa Saleh (EGY)                                                                                   | Luana Gomes (ANG)                                                                                        |
| Finales en groupe senior      | | | |
| Général                       | Égypte- Amina Sobeih - Farida Hussein - Lamar Behairy - Johara Eldeeb - Abeer Ramadan - Jomana Abouelmagd | Afrique du Sud- Babalwa Mkhize - Bericia Le Roux - Crystal Viljoen - Emily Impson - Nina Gaspar     | Angola- Sofia Higino - Celma Nunda - Evaudina Severino - Abigail Sousa - Laurinda Tito                   |
| Finales par équipes juniors   | | | |
| Équipes                       | Égypte- Alia Ahmed - Farida Bahnas - Iman Abdelhalim - Lina Heleika                                       | Afrique du Sud- Chade Jansen - Jeanne Marie Kitshoff - Kristen Hannie - Tricha Richards             | Tunisie- Beya Zouaoui - Ghofrane Bouabidi - Mariem Karray - Mayssoun Said                                |
| Finales individuelles juniors | | | |
| Concours général              | Alia Ahmed (EGY)                                                                                          | Lina Heleika (EGY)                                                                                  | Chade Jansen (RSA)                                                                                       |
| Cerceau                       | Alia Ahmed (EGY)                                                                                          | Lina Heleika (EGY)                                                                                  | Chade Jansen (RSA)                                                                                       |
| Ballon                        | Alia Ahmed (EGY)                                                                                          | Lina Heleika (EGY)                                                                                  | Tricha Richards (RSA)                                                                                    |
| Massues                       | Alia Ahmed (EGY)                                                                                          | Lina Heleika (EGY)                                                                                  | Chade Jansen (RSA)                                                                                       |
| Ruban                         | Lina Heleika (EGY)                                                                                        | Alia Ahmed (EGY)                                                                                    | Chade Jansen (RSA)                                                                                       |
| Finales en groupe junior      | | | |
| Général                       | Égypte- Salma Talaat - Sina Elmissiry - Malak Belal - Jolie Ahmed - Tala Khalil - Lalia Aboelabbas        | Afrique du Sud- Almone Bosch - Abigail Smulders - Buhle Ngcobo - Naluthando Mbelu - Amy Rose Jeorge | Tunisie- Lynn Abdelkafi - Mayssa Arfa - Beya Zouaoui - Mayssoun Said - Ghofrane Bouabidi - Mariem Karray |